# 8199 Такаґітакео
8199 Такаґітакео (8199 Takagitakeo) — астероїд головного поясу, відкритий 9 грудня 1993 року.
Тіссеранів параметр щодо Юпітера — 3,365.
Названо на честь Такаґі Такео (яп. たかぎ・たけお(高城武夫) такаґі такео).